# ولتر (نوازنده)
ولتر (انگلیسی: Voltaire؛ زادهٔ ۲۵ ژانویهٔ ۱۹۶۷) یک موسیقی‌دان اهل ایالات متحده آمریکا است. وی از سال ۱۹۹۸ میلادی تاکنون مشغول فعالیت بوده‌است.